# Schlacht von Formigny
Die Schlacht von Formigny vom 15. April 1450 war ein entscheidender französischer Sieg gegen Ende des Hundertjährigen Krieges. Das Schlachtfeld lag bei Formigny in der Nähe von Carentan im Département Manche.
Die Franzosen hatten die Zeit nach dem Frieden von Tours 1444 genutzt, um ihre Armeen zu reorganisieren. Die Engländer unter der Führung des schwachen Königs Heinrich VI. hingegen waren außergewöhnlich geschwächt. Als die Franzosen den Waffenstillstand im Juni 1449 brachen, befanden sie sich somit in der deutlich besseren Ausgangslage. Pont-Audemer, Pont-l’Évêque und Lisieux fielen im August, ein großer Teil der Normandie folgte bis Oktober. Rouen wurde im Oktober erobert, Harfleur im Dezember, Honfleur und Fresnoy im Januar 1450. Danach marschierten die Franzosen gegen Caen.
Die Engländer hatten im Winter eine kleine Armee zusammengestellt, rund 3000 Männer unter dem Kommando von Sir Thomas Kyriell, die von Portsmouth nach Cherbourg verlegt wurden und am 15. März 1450 in der Normandie landeten. Ende des Monats erhielten sie Verstärkung durch 2000 Männer der Garnison von Caen unter dem Befehl Sir Mathew Gough. Kyriell zog nach Süden und eroberte Valognes, während sich weiter südlich rund 5000 Franzosen unter dem Kommando des Grafen von Clermont auf den Weg nach Norden, nach Carentan machten.
Die Engländer schlossen Carentan am 12. April ein; die Franzosen verzichteten auf einen Ausfall und beschränkten sich auf eine Reihe kleinerer Gefechte. Kyriell wandte sich nach Osten Richtung Bayeux und kam am 14. April in Formigny an. Gleichzeitig erreichte eine weitere französische Armee unter dem Befehl des Connétable de Richemont Saint-Lô von Süden her.
Am 15. April entdeckten die Engländer Clermonts Truppen. Die Armeen stellten sich entlang der Straße von Bayeux nach Carentan auf, in der Nähe eines kleinen Zuflusses der Aure, die Engländer mit dem Rücken zum Wasser. Das englische Heer bestand aus rund 4000 Männern, davon etwa 3000 Bogenschützen, und war in einer langen Linie hinter Pfählen und niedrigen Erdwällen positioniert.
Clermont begann die Kämpfe mit einem Angriff auf die Flanken, womit er keinen großen Erfolg hatte und bald auch zurückgeschlagen wurde. Daraufhin brachte er zwei Kanonen an die Front, die unter den Engländern einige Verluste erzeugten, bis sie von ihnen erobert wurden.
Diese ersten Kämpfe dauerten etwa drei Stunden, bis Richemont von Süden her auf dem Schlachtfeld erschien und sich den englischen Stellungen von der Seite her näherte. Seine Truppen bestanden aus 1200 Bretonen, die, dem Tempo ihres Vorrückens nach zu urteilen, fast alle beritten waren.
Kyriell zog sich von Clermonts Truppen zurück und stellte seine Männer in L-Form auf, womit er seine Linien zu stark auseinanderzog. Den Franzosen gelang es nun recht schnell, die Engländer in einer Serie von Angriffen zu überwinden. Kyriell wurde gefangen genommen.
Die englischen Verluste betrugen 2500 Tote und Schwerverwundete sowie 900 Gefangene; auf französischer Seite waren 1000 Tote und Verletzte. Ohne weitere Truppen in der Region mussten die Engländer die Normandie aufgeben. Der Vormarsch der Franzosen entriss ihnen alles bis auf die Stadt Calais.
Die Schlacht von Formigny wird oft als erste Auseinandersetzung genannt, bei der Kanonen eine ausschlaggebende Rolle spielten (als entscheidend werden sie erstmals in der Schlacht bei Castillon 1453 genannt). Zeitgenössische Berichte hierzu sind zweideutig. Als wesentlicher angenommen werden kann das Erscheinen des Connétable und seiner Kavallerie an den Flanken der Engländer, das sie zwang, ihre Verteidigungspositionen aufzugeben. Der Beitrag der Kanonen dürfte weniger in den Verlusten gelegen haben, die sie den Engländern zufügten, sondern mehr darin, dass sie mit ihrem Lärm Richemont informierten, dass der Kampf begonnen hatte, und der dann auch kurz darauf in großer Eile auf dem Schlachtfeld erschien – eine Einschätzung, die einer von Clermonts Kapitänen kurz danach schriftlich formulierte.